# La vecina
La vecina est une telenovela mexicaine diffusée en 2015-2016 sur Canal de las Estrellas,,.

## Distribution
- Esmeralda Pimentel : Sara Granados
- Juan Diego Covarrubias : Antonio Andrade
- Alejandro Ibarra : Padre Vicente
- Javier Jattin : Eliseo González "Cheo"
- Luis Gatica : Pedro Arango
- Pierre Angelo : Simón Esparza
- Benny Ibarra : Guillermo Cisneros
- Natalia Guerrero : Isabel Cisneros
- Arturo Carmona : Fidel Chávez
- María Alicia Delgado : Marina
- Carlos Bracho : Ing. Uribe
- Mercedes Vaughan : Mercedes Esparza vda. de Granados
- Alfredo Gatica : Ricardo Segura
- Violeta Isfel : Lorena
- Sugey Abrego : Edwina
- José Manuel Lechuga : Sebastián Morales
- Mauricio Abularach : Bruno Verde
- Polo Monárrez : Nelson
- Edsa Ramírez : Natalia
- José Montini : José "Pepe"
- Adalberto Parra : Eduardo
- Ariane Pellicer : Ema
- Fernanda Vizzuet : Laura de Arango
- Bibelot Mansur : Magdalena "Magda"
- Maribe Lancioni : Ligia
- Benjamín Rivero : Rafael Padilla
- Rolando Brito : Carmelo
- José Luis Badalt : Ramón
- Roberto Romano : Elías
- Solkin Ruiz : Javi
- Kevin Holt : David
- Alexandro : Juancho Granados Esparza
- Ricardo Fernández : Roque
- Eduardo Shacklett : Anselmo
- Lenny Zundel : Ing. Ignacio "Nacho" López
- Alex Otero : Vladimir Chávez
- Gerson Martínez : Quintin
- Luis Manuel Ávila : Ing. Gutierrez
- Itza Sodi : Enrique "Kike"
- Luis Ceballos : Eddy
- Gonzalo Peña : Yago

## Diffusion
- Canal de las Estrellas (2015-2016)

## Autres versions
- La costeña y el cachaco (RCN Televisión, 2003-2004)

### Sources
- (es) Cet article est partiellement ou en totalité issu de l’article de Wikipédia en espagnol intitulé « La vecina » (voir la liste des auteurs).